# ヤメ判 新堂謙介 殺しの事件簿
『ヤメ判 新堂謙介 殺しの事件簿』（ヤメはん しんどうけんすけ ころしのじけんぼ）は、2011年から2017年までTBS系で放送されたテレビドラマシリーズ。全5回。主演は橋爪功。
放送枠は「月曜ゴールデン」（第1作 - 第3作）、「月曜名作劇場」（第4作 - 第5作）。

## 概説
東京地方裁判所の敏腕判事だった新堂謙介は、何らかの理由で判事を辞職した“ヤメ判”。辞職後、クリーン&セキュリティー「モリカミ綜合管理」の清掃員として働く。清掃の赴任地で殺人事件に遭遇し、判事時代の知識を活かし、難事件を解決へ導かせる。

## 登場人物

### モリカミ綜合管理
新堂謙介
演 - 橋爪功
経歴：東京地方裁判所 刑事部 判事
→ モリカミ綜合管理 社員（第1作 - ）
清掃員。東京地方裁判所刑事部の元判事。
牧野陽子
演 - 安藤玉恵（第4作・第5作）
主任清掃員。新堂の先輩清掃員。
堀切努
演 - 石橋蓮司（第2作 - ）
経歴：東京地方検察庁 検事
→ モリカミ綜合管理 常務（第2作 - ）
常務。東京地方検察庁の元検事。新堂の友人。

#### 前作までのメンバー
鈴江
演 - 石井トミコ（第1作）
清掃員。
林
演 - 救仁郷将志（第1作）
清掃員。
吉田雅江
演 - 麻生侑里（第1作）
清掃員。
丸島喬
演 - 林隆三（第1作）
専務。元刑事。
竹内朝子
演 - 笛木優子（第2作）
清掃員（箱根支所長代理）。宝木五郎の姪。
宝木五郎
演 - 鶴田忍（第2作）
清掃員。
恩田珠子
演 - 中山忍（第3作）
主任清掃員。

### 警察関係者
岩倉哲郎
演 - 石倉三郎（第4作・第5作）
経歴：静岡県警西伊豆警察署（第4作）
→ 静岡県警熱海西警察署（第5作）
刑事。「居酒屋みなと 釣り愛好会」メンバー（第4作）。

### 新堂謙介の親族
高部千鶴
演 - 岩崎ひろみ（第1作）
新堂謙介の一人娘。八坂総合病院で直哉との息子「直（すなお）」を出産。
高部直哉
演 - 長谷川朝晴（第1作）
千鶴の夫。
新堂
演 - 泉晶子（第1作）
新堂謙介の妻で千鶴の母。10年前に癌で死亡。

### ゲスト
第1作「家庭と職を捨てた元エリート判事…莫大な遺産を巡る殺人の謎に挑む！遺言を覆す意外な真実？父娘の絆は取り戻せるか」（2011年）
- 森村奈保子（スイミングスクールのインストラクター・八坂総合病院 入院患者） - 小野真弓
- 杉原京太（奈保子の恋人・中学校教師） - 山口翔悟
- 田島勝子（八坂総合病院 入院患者・奈保子と同室） - 大島蓉子
- 野崎桂子（八坂総合病院 看護師） - 濱田万葉
- 田川由紀（八坂総合病院 看護師） - 二階堂千寿
- 甲本信一郎（弁護士） - 西田健
- 石山義和（石山辰二郎の長男・外食チェーン店「石山食品」社長） - 中西良太
- 大塚敦子（石山辰二郎の長女） - 山下容莉枝
- 大塚友幸（敦子の夫・石山食品 専務） - 石井洋祐
- 国枝（警視庁刑事） - 佐藤銀平
- 田中幸三（石山食品 会長運転手） - 高橋長英
- 石田（八坂総合病院 事務員） - 加藤満
- 園田（田代の仕事仲間） - 矢崎文也
- 田代邦夫（探偵） - 山賀教弘
- 徳田松雄（玉川西警察署 刑事） - 石倉三郎
- 峰安子（五島列島の「さえき美容室」美容師・新堂謙介の友人） - かとうかず子

第2作「温泉の町箱根で謎の連続殺人！3年前のある事件…二人の母の人生が狂った愛と狂気と復讐の哀しき結末とは」（2012年）
- 諸星美樹（オダシン不動産 社長） - 池上季実子
- 野村静子（高級旅館「玉庭」仲居） - 黒田福美
- 草野正孝（オダシンの顧問弁護士） - 藤田宗久
- 勝間秀則（弁護士） - 横堀悦夫
- 三笠良治（「三笠グランドホテル」経営者・堀切努の知人） - 丸岡奨詞
- 三好遥香（コンパニオン） - 多岐川華子
- 大八木徹（警部補） - 今井雅之
- 真下啓介（刑事・大八木の部下） - 由地慶伍
- 仁科友紀 - 舟木幸
- 倉橋美恵子（ホテル従業員） - 元井須美子
- 加藤仁志（秘書） - 中村圭太
- 京子（高級旅館「玉庭」女将） - ひがし由貴

第3作「理事長殺しに妻が謎の失踪 遺産をめぐり醜い骨肉の争い！薄れる記憶にすがる母…天竜浜名湖生き別れた息子探しの旅」（2014年）
- 岩村真佐子（玉川南警察署 巡査） - 大河内奈々子
- 藤安俊作（俊一の長男・藤安病院 外科部長・次期理事長候補） - 宮川一朗太
- 藤安春美（俊作の妻） - 魏涼子
- 梅沢高文（仁美の夫・藤安病院 医師） - 斉藤陽一郎
- 梅沢仁美（俊一の長女） - 西尾まり
- 桐山裕之（和可奈の前夫の弟） - 並樹史朗（学生時代：福山翔大）
- 当たり屋 - 遠山俊也
- 桜井勇介（和可奈の息子・天竜川モータース 整備士） - 池上リョヲマ
- 永田修（藤安病院 レントゲン技師） - 加門良
- 桜井洋子（勇介の妻） - ひがし由貴
- 窃盗する女 - 末広ゆい
- 田所（天竜川モータース 社長） - 嶋崎伸夫
- 桐山いさむ（和可奈の前夫・故人） - 藤本悠輔
- 交番巡査 - 笠兼三、山田アキラ
- 藤安病院 看護師 - 今井あずさ
- 当たり屋の被害者 - 中條サエ子
- 柳原英生（藤安病院 院長・次期理事長候補） - 川野太郎
- 旅館「松島館」女将 - 三谷侑未
- 松野文江（藤安家のお手伝い） - 角替和枝
- 菊池（旅館「松島館」番頭） - 樋浦勉
- 杉田美和（天竜病院 看護師・裕之の同棲相手） - 増子倭文江
- 藤安俊一（藤安病院 理事長） - 勝部演之
- 石渡武史（玉川南警察署 警部補） - 佐藤B作
- 藤安和可奈（俊一の後妻） - 野際陽子（30歳：宮下ともみ）

第4作「伊豆国で連続復讐劇!! 駿河湾に浮かぶ愛の炎…15年前の死体が蘇生!? 元判事が連続殺人犯と語る11分間の衝撃的真相！「私は愛していました…」」（2016年）
- 篠田彩子（篠田の娘・伊豆西部病院 看護師） - 大和田美帆
- 桐谷達也（医療ソーシャルワーカー） - 長谷川朝晴
- 桜庭正史（元中学校教師・伊豆西部病院 入院患者） - 市川勇
- 大山俊太（「居酒屋みなと 釣り愛好会」メンバー） - 吉見一豊
- 的場清次（「居酒屋みなと 釣り愛好会」メンバー・土建業） - 小林正寛
- 石坂正嗣（伊豆西部病院 医師・次期院長候補） - 川口力哉
- 矢部晃（静岡県警西伊豆警察署 刑事） - 佐野泰臣
- 梅崎龍一（篠田水産 元従業員・篠田栄介を殺害後に駿河刑務所に服役） - 金子裕
- 杉村大輔（篠田水産 元従業員・沼津エコサービス 従業員） - 越村友一
- 静岡県警西伊豆警察署 署長 - 石住昭彦
- 沼津エコサービス 従業員 - 矢崎文也
- 片桐（チンピラ） - 辞本直樹
- 辰巳（ヤクザ・伊豆西部病院 入院患者） - 手塚秀彰
- 篠田栄介（篠田水産 元社長・15年前死亡） - 小川剛生
- 新田千明（伊豆西部病院 看護師） - 平田舞
- 桜庭菜美（桜庭の娘・篠田水産 元事務員） - 石丸佐知
- 竹本重徳（沼津エコサービス 社長） - 斉藤暁

第5作「華麗なる一族殺人事件 熱海・三つ星旅館の女将と大病院経営者…次々と狙われる怪事件！一族が塗り固めた嘘VS天才・元判事の推理！悪を成敗せよ」（2017年）
- 高柳比呂子（小料理屋「ほの字」女将・孝雄の元妻） - 森口瑤子
- 皆川裕司（個人タクシー運転手・元名古屋地裁の事務官・新堂謙介の判事時代の知り合い） - おかやまはじめ
- 佐久間忠志（伊豆山温泉ホテル「熱海翔陽閣」主人・孝雄の高校の同級生） - 遠山俊也
- 佐久間芳美（「熱海翔陽閣」大女将・忠志の妻） - 愛華みれ
- 佐久間美咲（「熱海翔陽閣」若女将・忠志と芳美の娘・和孝の婚約者） - 清水由紀
- 佐久間祥平（忠志と芳美の息子・美咲の弟・カメラマン志望） - 永嶋柊吾
- 久保田文孝（久保田総合病院 医師・孝雄と比呂子の次男） - 中山卓也（13年前：寺井大治）
- 久保田孝雄（久保田総合病院 院長） - 山口眞司
- 島田千鶴子（社会福祉法人「ライフスマイル熱海」入所者・20年前は久保田総合病院 婦長） - 池田道枝
- 上田博（静岡県警熱海西警察署 刑事） - 久保山知洋
- 静岡県警熱海西警察署 刑事 - 田島俊弥
- 高柳公孝（孝雄と比呂子の三男・13年前 比呂子と供に家を出る） - 澤田怜央（13年前：佐藤壮眞）
- 「熱海翔陽閣」フロント係 - 優志
- 久保田和孝（久保田総合病院 医師・孝雄と比呂子の長男） - 窪塚俊介（13年前：吉田憲祐）

## スタッフ
- 脚本 - 金子成人（第1作）、田辺満（第2作 - 第4作）、長谷川康夫（第5作）
- 監督 - 鶴巻日出雄、神山征二郎
- 編成担当 - 永山由紀子（第1作 - 第3作）、中井芳彦（第4作・第5作）
- プロデューサー - 赤司学文、石川好弘（第1作 - 第3作）
- 制作 - オセロット、TBS

## 放送日程
| 話数 | 放送日        | サブタイトル | 脚本       | 監督       | 視聴率 |
| ---- | ------------- | --- | ---------- | ---------- | ------ |
| 1    | 2011年4月04日 | 家庭と職を捨てた元エリート判事…莫大な遺産を巡る殺人の謎に挑む！ 遺言を覆す意外な真実？父娘の絆は取り戻せるか                          | 金子成人   | 鶴巻日出雄 | 10.1%  |
| 2    | 2012年1月23日 | 温泉の町箱根で謎の連続殺人！ 3年前のある事件…二人の母の人生が狂った愛と狂気と復讐の哀しき結末とは                                     | 田辺満     | 鶴巻日出雄 | 13.2%  |
| 3    | 2014年5月26日 | 理事長殺しに後妻が謎の失踪 遺産をめぐり醜い骨肉の争い！ 薄れる記憶にすがる母…天竜浜名湖生き別れた息子探しの旅                         | 田辺満     | 神山征二郎 | 10.3%  |
| 4    | 2016年9月05日 | 伊豆国で連続復讐劇!! 駿河湾に浮かぶ愛の炎…15年前の死体が蘇生!? 元判事が連続殺人犯と語る11分間の衝撃的真相！「私は愛していました…」    | 田辺満     | 鶴巻日出雄 | 9.8%   |
| 5    | 2017年4月17日 | 華麗なる一族殺人事件 熱海・三つ星旅館の女将と大病院経営者…次々と狙われる怪事件！ 一族が塗り固めた嘘VS天才・元判事の推理！悪を成敗せよ | 長谷川康夫 | 鶴巻日出雄 |        |

- 視聴率はビデオリサーチ調べ、関東地区・世帯・リアルタイム